# رازنوچینوفکا
رازنوچینوفکا (به لاتین: Raznochinovka) یک منطقهٔ مسکونی در روسیه است که در استان آستراخان واقع شده‌است.